# Partidul Comunist Austriac
Partidul Comunist Austriac  (în germană Kommunistische Partei Österreichs, KPÖ) este un partid politic comunist din Austria. Înființat în 3 noiembrie 1918, este unul dintre cele mai vechi partide comuniste din lume. Acesta a fost interzis între 1938 și 1945, din cauza ocupației Germaniei Naziste de după Anschluss.
Din 2006 până în 2021 liderul partidului a fost Mirko Messner. 
KPÖ are două locuri în parlamentul regional din Stiria și patru mandate în parlamentul regional din Salzburg. Al doilea oraș ca mărime din Austria, orașul Graz, este condus din 2021 de Elke Kahr⁠(de)[traduceți], aleasă din partea KPÖ.

## Personalități
- Ernst Fischer (1899-1972), scriitor
- Alfred Hrdlicka (1928-2009), artist plastic
- Elfriede Jelinek (n. 1946), scriitoare, laureată a Premiului Nobel pentru Literatură

## Legături externe
- Website Oficial Arhivat în 10 decembrie 2017, la Wayback Machine.
- Tineretul Comunist Austriac